# Questão do Ambriz
A Questão do Ambriz foi um incidente diplomático ocorrido entre 1846 e 1882, entre Portugal e o Reino Unido, sobre o limite norte dos territórios sujeitos ao domínio português na costa ocidental africana.

## Contexto
Aquando da assinatura da Convenção de 1817, o terceiro de três acordos diplomáticos assinados entre Portugal e o Reino Unido envolvendo o tráfico de escravos, ao contrário do que sucedera nos dois primeiros tratados, os diplomatas de ambos as nações fixaram matematicamente, e com uma grande precisão geográfica, os limites do regime de excepção para o tráfico de escravos atribuído a Portugal, declarando que os territórios em que os súbditos portugueses continuariam a ter liberdade de tráfico, pela única razão — de acordo com o disposto nos dois primeiros tratados — de serem pertença da Coroa Portuguesa, eram:
1. Todos os efectivamente possuídos por essa coroa entre o paralelo 18º e o 8º de latitude Sul;
2. Aqueles sobre os quais Portugal declarara que reservava os seus direitos, chamados Molembo e Cabinda, "na costa oriental africana", desde o paralelo 5º 12', ao paralelo 8º latitude Sul;[1]

Esta determinação dos diplomatas de 1817, pretensamente definitiva, geográfica e precisa, acabou sendo extremamente desastrosa. Em primeiro lugar, porque se lançaram na costa oriental africana os territórios ocidentais de Molembo e Cabinda, erro só corrigido dois anos depois, com a modesta qualificação de um "erro verbal" — a verbal mistake — pela Convenção Adicional de 30 de Abril de 1819. Em segundo lugar porque, ao contrário das inofensivas consequências da errónea localização geográfica de Molembo e Cabinda, o preço a pagar pela fixação dos paralelos geográficos como limites dos territórios referidos, foi extraordinariamente alto.
A norte, onde os "domínios de Portugal", até aí se estendiam até ao Cabo de Lopo Gonçalves, a 0º 36' de latitude Sul — o "cabo Lopez" da cartas britânicas —, e que a convenção de Madrid de 1786 havia acolhido no princípio fundamental que lhe deu origem e que teve por fim definir:
| “ | A França não contesta nem pretende diminuir os direitos soberanos de Portugal na costa do norte e no grande rio africano, e nenhum embaraço e nenhuma objecção põe a essa soberania e ao seu exercício. | ” |

Retraíram-se até ao Chiluango, no paralelo 5º 12'. Portugal perdeu, desta maneira, 5º de costa. Embora se pudesse argumentar que os tratados anteriores já fixavam a Costa de Molembo como limite extremo, esses mesmos tratados referiam tão somente os territórios de Molembo e Cabinda, sendo que este último termina na embocadura do rio Zaire, na ponta do Diabo — a Red Point das cartas britânicas, localizada a 5º 44’ de latitude Sul —, ou quando muito na ponta da Banana, a 6º 2’de latitude Sul. A Convenção de 1817, no entanto, situava esse mesmo limite de forma absurda a 8º de latitude Sul, além mesmo do Ambriz, alargando assim a área dos territórios sobre os quais Portugal "reservava direitos" ou, o que é o mesmo, reduzindo aqueles que até então eram positivamente reconhecidos como "domínios efectivos" da Coroa Portuguesa, retirando-lhe nem mais nem menos que toda a região compreendida entre o paralelo 8º e a margem direita do rio Zaire, inclusive. Acaso este erro não tivesse sido cometido, provavelmente nunca se teria levantado a chamada Questão do Ambriz, nem tampouco a que se lhe seguiu, a não menos famosa Questão do Zaire, os direitos reservados continuariam a abranger apenas os territórios de Molembo e Cabinda. Para o sul, incluindo o rio Zaire, haveria somente o "domínio efectivo" de Portugal, claramente afirmado e nunca posto em dúvida, em linha com os tratados de 1810 e de 1815, e perfeitamente de acordo com a convenção de Madrid de 1786.

## O paradoxo do Ambriz
Apesar de tudo, somente quase três décadas após a assinatura da Convenção de 1817, em 1846, se verificaram as funestas consequências deste tratado. Nesse ano, e a propósito da apreensão e do julgamento regular de um navio negreiro do Brasil, apresado ao norte do Ambriz pelas autoridades portuguesas, o representante britânico em Lisboa observava ao Governo português, em nota datada de 24 de Novembro de 1846, que o seu governo somente reconhecia a soberania portuguesa do paralelo 8º para o sul, de acordo com o texto da convenção de 1817. Dali para o norte começava uma região que, apesar de Portugal ter reservado direitos sobre a mesma, o Reino Unido, na opinião do diplomata britânico, não os reconhecia. Alguns dias depois, e na sequência do julgamento, por um tribunal português, do caso de um navio português apresado pelas autoridades portuguesas na latitude 7º 36´ Sul, é remetida pelo Governo britânico outra nota, desta vez pelo próprio Lorde Palmerston, ratificando e reproduzindo a mesma doutrina da primeira, e comunicando o receio de alguns membros da comissão mista luso-britânica, criada pelo tratado de 3 de Julho de 1842 entre Portugal e a Reino Unido, para julgar as presas feitas por crime de tráfico, de que Portugal fizesse valer (forced no original) os seus direitos de soberania entre os paralelos 5º 12´ e 8º Sul, prejudicando assim os traficantes britânicos que negociavam livremente naquela parte da costa africana. Na mesma nota, Lorde Palmerston paradoxalmente afirma expressamente que, por um lado, Molembo era o território no extremo setentrional da soberania reservada de Portugal, mas não reconhecida efectivamente pelo Reino Unido; e que o Ambriz era o ponto extremo daquele lado do território sobre o qual o Reino Unido reconhecia essa soberania. O paradoxo resulta do facto de que o Ambriz, estando localizado a 7º 52' Sul, está, portanto, ao norte do paralelo 8º, pelo que aquele reconhecimento colidia com as referidas limitações fixadas pelo tratado de 1817, tornando irrelevantes, assim, as correspondentes alegações britânicas.
Somente a 9 de Novembro de 1850 o embaixador britânico em Lisboa explicou ao Governo português o paradoxo contido na nota de Lorde Palmerston, alegando que este só no ano seguinte, em 1847, soubera, pelos comissários britânicos em Luanda, que o Ambriz de facto ficava ao norte do paralelo 8º. À estranheza causada pela demora na explicação, soma-se o facto de que à data abundavam já os mapas britânicos, até oficiais, que determinavam a posição exacta do Ambriz. De qualquer forma, mesmo reconhecendo o equívoco, o Governo britânico abdicou da contestação ao direito português de ocupação do Ambriz, argumentando que um erro geográfico não prevaleceria sobre o texto e a interpretação dos tratados. 

## Fundamentação dos direitos portugueses
A esta sequência de controvérsias acresce a nota enviada a 26 de Novembro de 1853, que, repetindo as declarações anteriores, acrescenta ainda que é certo que "Portugal adquiriu no século XV" o direito à soberania da região compreendida entre os paralelos 5º 12' e 8º Sul, mas que esse direito se achava então prejudicado pelo abandono, suffered to lapse, uma vez que não houvera ocupação desses territórios. Em reacção, o governo português, verificando que efectivamente não havia nesse lugar autoridades permanentes que afirmassem a sua soberania, e se opusessem ao tráfico de escravos, limitando-se o policiamento às visitas de cruzadores, resolveu pôr termo à Questão do Ambriz, através da sua ocupação efectiva por uma expedição militar chefiada por José Baptista de Andrade, em 6 de Junho de 1855, ocupação de resto já projectada de há muito, logo determinada pelo Governo português em 20 de Janeiro daquele ano. Uma vez resolvida a questão da ocupação, Portugal resolveu mantê-la fossem quais fossem as consequências, o que conseguiu com sucesso.
O fundamento dos direitos alegados pelos portugueses, assentava:
1. Na prioridade do descobrimento;
2. Na posse conservada durante séculos;
3. Na introdução da civilização pelo cristianismo;
4. Na conquista pelas armas;
5. No reconhecimento do seu domínio pelos indígenas.[4]

## O Tratado de 1882
Desde que o Governo britânico havia insinuado, pela nota de 26 de Novembro de 1853, que Portugal "havia deixado cair o direito que pela prioridade da descoberta tinha a essa parte da costa porque a não havia ocupado", o Governo português decidiu "fazer uma ocupação efectiva que permitisse acabar com o tráfico da escravatura, proteger e promover o comércio lícito e exercer o seu direito de soberania" O Reino Unido, no entanto, não desistiu das suas pretensões, encetando uma oposição tenaz a que Portugal estendesse a ocupação para o norte, como era então seu propósito. Ameaçando recorrer ao uso da força, o Governo britânico dirigiu em 1860 ao Embaixador de Portugal em Londres uma nota nos seguintes termos: 
| “ | Qualquer tentativa para estender a ocupação encontrará a oposição das forças navais inglesas. Neste sentido foram dadas, em tempo, instruções aos comandantes dos cruzadores ingleses da costa ocidental de África. As autoridades portuguesas de Ambriz e Angola foram por mais de uma vez, desde 1855, informadas destas instruções. Estas instruções continuam em vigor e qualquer interferência dos navios de guerra ou autoridades portuguesas para impedir o comércio de navios ou súbditos ingleses em Quissembo encontrará a oposição das forças navais inglesas. | ” |

Confrontado com a ameaça britânica, Portugal teve de se submeter, e, para evitar o agravamento do conflito, desistiu da ocupação de Cabinda, tentada em 1875, limitando-se a, periodicamente, lembrar ao Governo britânico o fundamento dos seus direitos e propor uma solução do caso em aberto.
Ao aperceber-se da ameaça que poderiam representar as explorações do conde Pierre Savorgnan de Brazza, um italiano nacionalizado francês, ao serviço da França, assim como a criação em Bruxelas do Comité de Estudos no Alto-Congo, Portugal advertiu o Reino Unido do perigo que ela própria corria em África, lamentando que persistisse a desconfiança e a rivalidade num momento em que se tornava absolutamente necessária "uma política de cooperação de parte das duas potências", e pedindo ao Reino Unido que não se opusesse à ocupação da região do Zaire. Portugal acrescentava ainda que de entre as quarenta e nove feitorias aí estabelecidas, vinte e seis eram portuguesas. Confrontada com a acção da França e da Bélgica no Congo, o Reino Unido valorizou a advertência e o pedido de Portugal, prontificando-se em Dezembro de 1882 a negociar um tratado em que se pusesse termo às antigas disputas quanto à região contestada. Os governos de ambas as nações entraram em negociações nesse sentido, que se estenderam por mais de um ano. Uma vez recusada a proposta britânica que propunha o Porto da Lenha como limite no Zaire, e feitas algumas concessões em Moçambique, foi finalmente assinado o Tratado de 26 de Fevereiro de 1884, no qual Portugal ganhava finalmente a "Questão do Ambriz", vencendo os lobbies britânicos, hostis ao domínio português numa costa que funcionava como pulmão da bacia do Zaire. O Reino Unido reconheceu então a soberania portuguesa em toda a costa compreendida entre os paralelos de 5º 12’ e 8º de latitude Sul — desde Cabinda e Molembo até ao Ambriz — fixando-se Nóqui como limite no rio Zaire, e passando a fronteira interior ocidental a coincidir com os limites das actuais possessões das tribos da costa e marginais.